# Aglomeracja krakowska
Aglomeracja krakowska – aglomeracja monocentryczna w południowej Polsce, w województwie małopolskim, obejmująca miasto centralne Kraków oraz okoliczne zurbanizowane gminy.
W zależności od koncepcji i przyjętych kryteriów delimitacji obszarów aglomerację zamieszkuje od 1 mln do 1,402 mln osób.
Według koncepcji przedstawiających zakres obszarowy aglomeracja krakowska obejmuje powierzchnię od 2988,65 do 3231,38 km².
Oprócz Krakowa do miast aglomeracji krakowskiej zaliczają się: Alwernia, Dobczyce, Kalwaria Zebrzydowska, Krzeszowice, Myślenice, Niepołomice, Olkusz, Skawina, Słomniki, Sułkowice, Świątniki Górne, Wadowice, Wieliczka, Zator, Trzebinia, Chrzanów, Babice (na podstawie badań dojazdów do pracy w aglomeracji krakowskiej i rozwoju Szybkiej Kolei Aglomeracyjnej).

## Koncepcje aglomeracji krakowskiej

### Aglomeracja według P. Swianiewicza i U. Klimskiej
W 2005 r. Paweł Swianiewicz oraz Urszula Klimska wyznaczyli obszar aglomeracji krakowskiej obejmujący Kraków oraz 39 gmin. Obszar ten w 2002 r. zamieszkiwało 1,367 mln osób. Przy wyznaczaniu aglomeracji przeprowadzono delimitację obszarów przyległych, uwzględniając saldo migracji w latach 1998–2002, gęstość zaludnienia (w 2002 r.), współczynnik zatrudnienia związany z natężeniem dojazdów.
Według tej koncepcji obszar aglomeracji krakowskiej obejmuje powierzchnię 3231,38 km², który w 2017 r. zamieszkiwało 1,458 mln osób.
| Gmina                          | Liczba mieszkańców (2017-12-31) [osób] | Powierzchnia (2017-12-31) [km²] | Gęstość zaludnienia [osób/km²] |
| ------------------------------ | -------------------------------------- | ------------------------------- | ------------------------------ |
| Kraków                         | 767348                                 | 326,9                           | 2347,3                         |
| Alwernia (gmina)               | 12641                                  | 75,7                            | 167,0                          |
| Babice (gmina)                 | 9124                                   | 54,0                            | 169,0                          |
| Biskupice (gmina)              | 10185                                  | 41,1                            | 247,8                          |
| Brzeźnica (gmina)              | 10285                                  | 66,4                            | 154,9                          |
| Czernichów (gmina)             | 14535                                  | 84,2                            | 172,6                          |
| Dobczyce (gmina)               | 15227                                  | 66,4                            | 229,3                          |
| Gdów (gmina)                   | 18024                                  | 108,7                           | 165,8                          |
| Igołomia-Wawrzeńczyce (gmina)  | 7702                                   | 62,8                            | 122,6                          |
| Iwanowice (gmina)              | 9098                                   | 71,1                            | 128,0                          |
| Jerzmanowice-Przeginia (gmina) | 10917                                  | 68,1                            | 160,3                          |
| Kalwaria Zebrzydowska (gmina)  | 20052                                  | 75,3                            | 266,6                          |
| Kłaj (gmina)                   | 10674                                  | 65,0                            | 164,2                          |
| Kocmyrzów-Luborzyca (gmina)    | 15260                                  | 80,8                            | 188,9                          |
| Krzeszowice (gmina)            | 32296                                  | 139,0                           | 232,3                          |
| Lanckorona (gmina)             | 6208                                   | 40,4                            | 153,7                          |
| Liszki (gmina)                 | 17110                                  | 72,1                            | 237,3                          |
| Lubień (gmina)                 | 10027                                  | 75,1                            | 133,5                          |
| Michałowice (gmina)            | 10380                                  | 51,1                            | 203,1                          |
| Mogilany (gmina)               | 13819                                  | 43,6                            | 316,9                          |
| Myślenice (gmina)              | 44021                                  | 153,5                           | 286,8                          |
| Niepołomice (gmina)            | 27914                                  | 96,3                            | 289,9                          |
| Olkusz (gmina)                 | 49309                                  | 150,8                           | 327,0                          |
| Pcim (gmina)                   | 10999                                  | 89,0                            | 123,6                          |
| Przeciszów (gmina)             | 6735                                   | 35,5                            | 189,7                          |
| Siepraw (gmina)                | 8852                                   | 31,9                            | 277,5                          |
| Skawina (gmina)                | 43369                                  | 99,8                            | 435,4                          |
| Słomniki (gmina)               | 13677                                  | 113,0                           | 121,0                          |
| Spytkowice (gmina)             | 10304                                  | 49,9                            | 206,5                          |
| Stryszów (gmina)               | 6863                                   | 45,9                            | 149,5                          |
| Sułkowice (gmina)              | 14826                                  | 60,4                            | 245,5                          |
| Świątniki Górne (gmina)        | 9957                                   | 20,4                            | 488,1                          |
| Tokarnia (gmina)               | 8730                                   | 68,6                            | 127,3                          |
| Tomice (gmina)                 | 8085                                   | 41,5                            | 194,9                          |
| Wadowice (gmina)               | 37933                                  | 112,8                           | 336,3                          |
| Wieliczka (gmina)              | 58400                                  | 99,7                            | 585,8                          |
| Wielka Wieś (gmina)            | 11956                                  | 48,3                            | 247,5                          |
| Wiśniowa (gmina)               | 7336                                   | 67,1                            | 109,3                          |
| Zabierzów (gmina)              | 26206                                  | 99,4                            | 263,6                          |
| Zator (gmina)                  | 9301                                   | 51,6                            | 180,3                          |
| Zielonki (gmina)               | 22222                                  | 48,6                            | 457,3                          |
| Razem (aglomeracja)            | 1457907                                | 3231,3                          | 451,2                          |

### Aglomeracja według J. Paryska
W 2008 r. Jerzy Jan Parysek przedstawił, że w skład aglomeracji krakowskiej wchodzą: Kraków oraz podkrakowskie ośrodki miejskie, takie jak: Bochnia, Skawina, Myślenice, Wieliczka oraz Krzeszowice. Podał, że obszar aglomeracji zamieszkiwał blisko milion osób.

### Inne koncepcje
Wiele publikacji podaje liczbę mieszkańców aglomeracji, nie przedstawiając zarazem jego zakresu obszarowego:
- według programu ESPON obszar funkcjonalny Krakowa (FUA, ang. Functional Urban Area) w 2002 r. zamieszkiwało 1,236 mln osób[6].
- według Eurostat w 2001 r. (LUZ Kraków, ang. Larger Urban Zone) – 1 256 322 mieszkańców i obszar 3006,45 km²[7][8], które dane przyjął też T. Markowski[9],
- według Eurostat w 2004 r. (LUZ Kraków, ang. Larger Urban Zone) – 1 264 322 mieszkańców i obszar 2988,65 km²[8][7],
- według Eurostat 1 stycznia 2012 r. (LUZ Kraków, ang. Larger Urban Zone) – szacunkowo 1 384 015 mieszkańców[10]

## Krakowski Obszar Metropolitalny

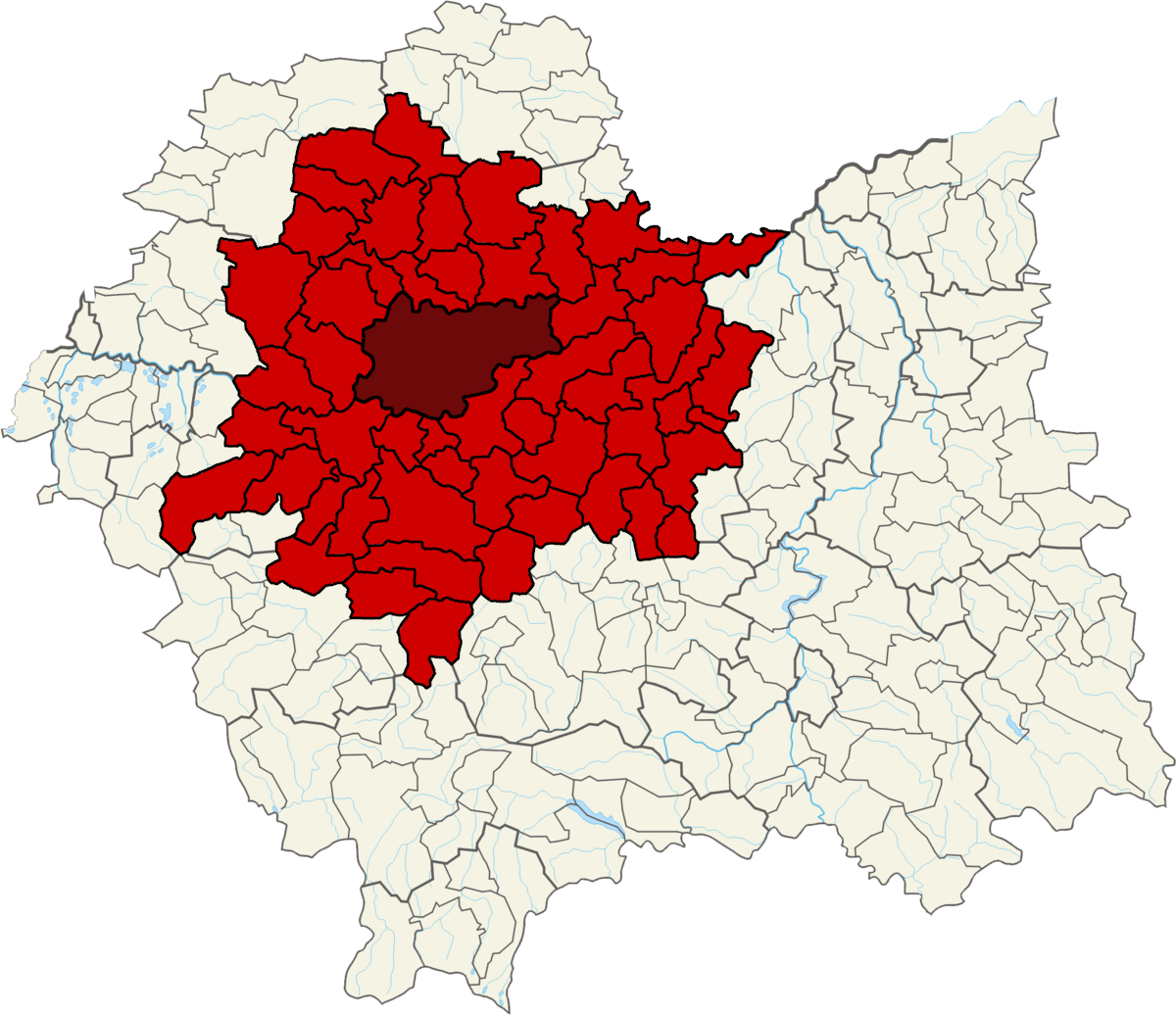
Zasięg Krakowskiego Obszaru Metropolitarnego

Według programu ESPON obszar metropolitalny Krakowa jest Europejskim Metropolitalnym Obszarem Wzrostu tzw. MEGA (ang. Metropolitan European Growth Areas). Został on scharakteryzowany jako słabo wykształcona metropolia (ang. weak MEGA).
Według „Koncepcji Przestrzennego Zagospodarowania Kraju 2030” z 2011 r. Kraków jest przedstawiany jako 1 z 10 ośrodków metropolitalnych w Polsce. W koncepcji zwrócono uwagę, że Kraków ma słabo rozwinięte funkcje metropolitalne w porównaniu do miast podobnej wielkości z Europy Zachodniej, w związku z tym Kraków ujęto jako ośrodek metropolitalny (wymóg ustawowy) na podstawie kryteriów odnoszących się głównie do funkcji w systemie osadniczym kraju. Granice obszarów metropolitalnych nie zostały jeszcze wytyczone przez właściwe zespoły rządowo-samorządowe.
W 2003 r. Sejmik Województwa Małopolskiego przyjął Plan Zagospodarowania Przestrzennego Województwa Małopolskiego, w którym dla urzędu marszałkowskiego obszar metropolitalny Krakowa scharakteryzowali K. Trafas i A. Zborowski. Przyjęli oni, że Krakowski Obszar Metropolitalny obejmuje 41 jednostek, w tym Kraków jako centralny ośrodek metropolitalny i 37 gmin tworzących zewnętrzną strefę otaczającą. Na opracowaniu tym opiera swe statystyki także Urząd Statystyczny w Krakowie.
Przyjęty uchwałą Nr XV/174/03 Sejmiku Województwa Małopolskiego z dnia 22 grudnia 2003 r. Plan Zagospodarowania Przestrzennego Województwa Małopolskiego wyznaczył zasięg obszaru metropolitalnego, na który składają się:
- miasto Kraków
- Bochnia, Nowy Wiśnicz, Bochnia (gmina wiejska), Drwinia, Łapanów, Rzezawa, Trzciana, Żegocina (z powiatu bocheńskiego)
- Krzeszowice, Skała, Skawina, Słomniki, Świątniki Górne, Czernichów, Igołomia-Wawrzeńczyce, Iwanowice, Jerzmanowice-Przeginia, Kocmyrzów-Luborzyca, Liszki, Michałowice, Mogilany, Sułoszowa, Wielka Wieś, Zabierzów, Zielonki (z powiatu krakowskiego)
- Gołcza (z powiatu miechowskiego)
- Dobczyce, Myślenice, Sułkowice, Lubień, Pcim, Raciechowice, Siepraw, Tokarnia, Wiśniowa (z powiatu myślenickiego)
- Trzyciąż (z powiatu olkuskiego)
- Proszowice, Koniusza, Koszyce, Nowe Brzesko (z powiatu proszkowickiego)
- Kalwaria Zebrzydowska, Wadowice, Brzeźnica, Lanckorona, Stryszów (z powiatu wadowickiego)
- Niepołomice, Wieliczka, Biskupice, Gdów, Kłaj (z powiatu wielickiego)